# Nicolás Jarry (tennista)
Nicolás Jarry Fillol (AFI: [nikoˈlas ˈ(ɟ)ʝari]; Santiago del Cile, 11 ottobre 1995) è un tennista cileno.
Ha vinto tre titoli in singolare e due in doppio nel circuito maggiore. I suoi migliori ranking ATP sono stati il 16º in singolare a maggio 2024 e il 40º in doppio nel marzo 2019. Ha esordito nella squadra cilena di Coppa Davis nel 2013.

## Biografia
Proviene da una famiglia di sportivi, il padre Allan e la madre Cecilia erano pallavolisti professionisti, mentre il nonno Jaime Fillol, il prozio Álvaro Fillol e lo zio Martín Rodríguez sono stati a loro volta tennisti professionisti. La zia Catalina è stata direttrice del torneo ATP di Santiago del Cile. Ha imparato a giocare dal nonno Jaime, ex nº 14 del ranking ATP, che gli ha regalato la prima racchetta e da bambino l'ha portato a Wimbledon e agli US Open. I suoi idoli sono stati Nicolás Massú, Fernando González e Adrián García. Il 23 dicembre 2020 ha sposato Laura Urruti.

## Carriera

### Juniores
Tra il 2011 e il 2012 si allena a Key Biscayne, in Florida, e in alcune occasioni rappresenta gli Stati Uniti in competizioni giovanili. Nell'ITF Junior Circuit vince in singolare solo tre titoli in tornei minori e si mette in luce soprattutto come doppista, vincendo diversi tornei. Alla fine del 2012 si impone con Cristian Garín in due tornei di Grade 1 e soprattutto nel prestigioso Orange Bowl di Grade A. L'8 giugno 2013 perde in coppia con Garin la finale del doppio juniores al Roland Garros. In agosto vince il Grade 1 di Roehampton in coppia con Frederico Ferreira Silva, la settimana successiva si spinge fino alla finale in singolare del Grade 1 Canada Open, dove vince il torneo di doppio con Garin. In novembre raggiunge l'8º posto del ranking mondiale juniores.

### 2012-2013, inizi da professionista, esordio in Coppa Davis, primi titoli ITF
Esordisce tra i professionisti nell'agosto 2012 disputando il torneo ITF di doppio all'U.S.A. F23, vince il suo primo incontro e viene eliminato al secondo. Disputa in ottobre altri due tornei ITF; nel Chile F10 vince il primo titolo da professionista imponendosi in finale in coppia con Gonzalo Lama in doppio, esordisce inoltre in singolare ed esce di scena al primo turno. Nel successivo Chile F11 vince il suo primo incontro in singolare e viene eliminato al secondo turno; in doppio raggiunge la semifinale con Garin. Nel febbraio 2013 tenta per la prima volta le qualificazioni di un torneo ATP e viene subito sconfitto da Guido Andreozzi a Viña del Mar, dove invece esordisce in coppia con Garin nel main draw di doppio e viene battuto al primo turno. In aprile vince con Garin il titolo di doppio al Chile F3. Gioca a intermittenza nella prima parte della stagione fino al suo ultimo impegno da juniores a settembre, e subito inizia a giocare con continuità tra i professionisti a partire dal suo esordio nella squadra cilena di Coppa Davis in occasione della sfida persa 4-1 contro la Repubblica Dominicana; viene schierato in doppio e perde in tre set, risultato che condanna il Cile alla sconfitta per 3-0 e alla retrocessione nel gruppo II. Il giorno dopo gioca l'ininfluente singolare e si ritira nel corso del secondo set. Esordisce nel circuito Challenger in novembre come lucky loser e viene eliminato da Martín Alund, dopo aver sconfitto Marcelo Demoliner al primo turno.

### 2014, primi titoli Challenger in doppio e ITF in singolare
Il 2 febbraio 2014 disputa la sua prima finale da professionista in singolare al torneo Argentina F1 e perde in tre set da Andrea Collarini. Subito dopo vince per la prima volta un incontro del circuito maggiore battendo con Garin in doppio la coppia Christopher Kas / André Sá a Viña del Mar, vengono eliminati al secondo turno dai quotati Juan Sebastián Cabal / Robert Farah, ai quali strappano il secondo set. In marzo perde un'altra finale ITF in singolare e in aprile, sempre con Garin, vince a Santiago del Cile il primo titolo Challenger in doppio grazie al forfait dato in finale da Jorge Aguilar / Hans Podlipnik-Castillo. Il primo titolo da professionista in singolare arriva in maggio all'ITF U.S.A. F13 con la vittoria in due set in finale su Mitchell Krueger. In ottobre conquista a Cordoba il secondo titolo Challenger di doppio, questa volta in coppia con Demoliner. Fa progressi nei Challenger anche in singolare, in giugno raggiunge le sue prime semifinali a Mohammedia e in settembre disputa a Quito la prima finale, persa in due set contro Horacio Zeballos. Due settimane dopo al secondo turno a Cali si prende la rivincita su Zeballos, diventato il nº 98 del ranking, siglando la prima vittoria su un top 100. Ottiene altri buoni risultati in entrambe le specialità, tra cui un titolo ITF in singolare e due in doppio, e nel corso della stagione migliora più volte le classifiche ATP, raggiungendo in dicembre la 159ª posizione in doppio e la 219ª in singolare.

### 2015, medaglia d'oro in doppio ai Panamericani, infortunio alla mano
Nel gennaio 2015 viene sconfitto al terzo set nell'ultimo incontro di qualificazione all'ATP di Sydney da Viktor Troicki, che vincerà il torneo. La settimana dopo viene eliminato nelle qualificazioni anche all'Australian Open, alla sua prima esperienza in una prova del Grande Slam. In febbraio supera le qualificazioni a Quito e, al suo esordio in un main draw ATP in singolare, sconfigge Gonzalo Escobar prima di arrendersi a Dušan Lajović. Torna quindi a difendere i colori del Cile in Coppa Davis e contribuisce a sconfiggere per 5-0 il Perù vincendo entrambi i singolari. In maggio raggiunge la semifinale al Challenger di Cali e si issa alla 172ª posizione del ranking. Due settimane più tardi viene battuto al primo incontro di qualificazione al Roland Garros e il mese successivo subisce la stessa sorte a Wimbledon. Raggiunge i quarti di finale al Challenger di Mestre a inizio giugno e in seguito vince un solo incontro nelle qualificazioni di un Challenger statunitense. L'ultima sconfitta del 2015 arriva a fine agosto al primo turno delle qualificazioni agli US Open, a cui segue un lungo periodo lontano dai campi da gioco per una frattura allo scafoide della mano sinistra. Tra le poche soddisfazioni stagionali in doppio vi è la vittoria in Coppa Davis nella sfida contro il Messico, sconfitto 5-0, e soprattutto la medaglia d'oro in doppio ai Giochi panamericani di Toronto in luglio in coppia con Hans Podlipnik-Castillo, sconfiggendo in finale Guido Andreozzi / Facundo Bagnis per 6-4, 7-6..

### 2016-2017, crollo nel ranking e risalita, primi titoli Challenger in singolare e top 100
Torna a giocare in gennaio dopo oltre 4 mesi e vince il primo incontro in singolare in un tabellone principale a metà marzo in un Challenger statunitense. Altri discreti risultati nei Challenger non arginano la discesa nel ranking, in marzo si trova 656º in doppio e in giugno 616º in singolare. In singolare deve quindi tornare a giocare nei tornei ITF e risale lentamente grazie a quattro titoli e a una finale raggiunta in stagione. Le cose vanno meglio in doppio, con alcuni buoni risultati anche nei Challenger. A fine 2016 è risalito al 212º posto in doppio e al 330º in singolare.
Fa il suo esordio stagionale in febbraio vincendo tutti e tre gli incontri di Coppa Davis disputati contro la Repubblica Dominicana. Abbandona di nuovo i tornei ITF e tra febbraio e marzo raggiunge due finali consecutive nei Challenger di Morelos e al Santiago I; in quest'ultimo conquista inoltre il titolo in doppio. Con la semifinale in singolare a León rientra nella top 200 a inizio aprile. A fine maggio supera per la prima volta le qualificazioni in un torneo dello Slam al Roland Garros ed esce al primo turno del tabellone principale; cinque settimane più tardi subisce la stessa sorte a Wimbledon. Il 16 luglio vince a Medellin il suo primo Challenger in singolare sconfiggendo in finale João Souza, sempre a Medellin raggiunge la finale in doppio. In agosto vince il doppio nel Challenger di Floridablanca. Il 3 settembre si aggiudica il secondo titolo Challenger in singolare a Quito con il successo in finale su Gerald Melzer. In novembre si ripete battendo Marcelo Arévalo nella finale del Santiago II, risultato che gli garantisce l'ingresso nella top 100 del singolare, in 99ª posizione.

### 2018, primo titolo ATP in doppio, top 50 in singolare e in doppio
Ai primi di gennaio supera il primo turno nell'ATP 250 di Pune e viene eliminato nell'incontro successivo. Fa il suo esordio nel tabellone principale dell'Australian Open per diritto di classifica e perde al primo turno. A inizio febbraio trascina il Cile con tre vittorie nella sfida di Davis vinta 3-1 contro l'Ecuador. Il 10 febbraio conquista il suo primo titolo ATP in carriera nel torneo di doppio a Quito in coppia con Hans Podlipnik-Castillo, superando in due set in finale Austin Krajicek / Jackson Withrow. Nel torneo di singolare di Quito raggiunge per la prima volta i quarti in un torneo ATP. Verso fine mese raggiunge la semifinale nell'ATP 500 di Rio de Janeiro superando tra gli altri il nº 19 del mondo Albert Ramos Viñolas e viene eliminato da Diego Schwartzman. La settimana successiva disputa la sua prima finale in singolare del circuito maggiore a San Paolo del Brasile e viene sconfitto da Fognini, dopo aver vinto il primo set. Due settimane dopo vince il suo primo incontro in un Masters 1000 al Miami Open.
In aprile vince un incontro in singolare e uno in doppio nella sfida di Davis persa 3-2 contro l'Argentina, ma le sconfitte subite nell'ultima giornata sia da Jarry che da Garin sono fatali alla squadra cilena. Gioca quindi la semifinale nel torneo di doppio all'ATP 500 di Barcellona in coppia con Guido Pella e una settimana più tardi i quarti in singolare all'Estoril, dove strappa un set al nº 11 del mondo Pablo Carreño Busta. Continua a risalire la classifica anche in doppio grazie ai quarti di finale raggiunti al Roland Garros in coppia con Máximo González. A Wimbledon supera per la prima volta un turno in singolare in uno Slam sconfiggendo il nº 30 ATP Filip Krajinović e al secondo turno viene battuto da Mackenzie McDonald per 9-11 al quinto set. In luglio supera per la prima volta un top 10, il nº 8 Dominic Thiem, nei quarti ad Amburgo ed esce di scena in semifinale per mano di Nikoloz Basilašvili che vincerà il titolo. Fa il suo ingresso nella top 50 dopo la semifinale persa a Kitzbühel contro Denis Istomin. Il mese dopo entra nella top 50 anche in doppio alla fine degli US Open, dove di nuovo in coppia con Gonzales disputa i quarti. Di rilievo verso fine stagione la vittoria sul nº 6 del mondo Marin Čilić al secondo turno del Masters 1000 di Shanghai.

### 2019, primo titolo ATP e 38º del ranking in singolare, secondo titolo ATP in doppio
Eliminato al secondo turno nell'esordio stagionale a Doha, all'Australian Open esce al primo turno in singolare e raggiunge il terzo turno in doppio. A inizio febbraio si impone in entrambi i singolari nelle qualificazioni di Coppa Davis vinte 3-2 con l'Austria, riportando il Cile nel Gruppo Mondiale dopo sette anni di assenza. Verso fine mese conquista a Rio de Janeiro il suo secondo titolo ATP in doppio in coppia con Máximo González; migliora il suo best ranking di specialità e in marzo si porta in 40ª posizione. In aprile entra come lucky loser nel tabellone del Barcelona Open e al secondo turno ottiene una delle sue vittorie più significative eliminando il nº 3 del mondo Alexander Zverev; viene quindi sconfitto nei quarti da Daniil Medvedev. In maggio raggiunge la finale a Ginevra senza perdere alcun set e soccombe per 10-8 nel tiebreak decisivo a Zverev. Al Roland Garros il sorteggio lo mette di fronte al primo turno al nº 9 ATP Juan Martín del Potro, al quale cede in quattro set dopo aver vinto il primo.
Sull'erba di 's-Hertogenbosch sconfigge al secondo turno il nº 6 del mondo Stefanos Tsitsipas e viene eliminato al turno successivo da Richard Gasquet. In luglio vince il suo primo torneo ATP in singolare allo Swedish Open battendo in finale Juan Ignacio Londero per 7-6, 6-4, e il giorno dopo sale al 38º posto della classifica ATP, suo nuovo best ranking. La settimana seguente arriva in semifinale nel torneo di doppio di Amburgo. Raccoglie solo sconfitte negli ultimi nove incontri disputati in singolare in stagione. Nella fase finale di Coppa Davis disputata a Madrid con il nuovo formato in novembre, oltre ai due incontri in singolare ne perde uno anche in doppio e il Cile viene eliminato nella fase a gruppi.

### 2020-2021, lunga squalifica, uscita dal ranking e lenta risalita
Il momento negativo continua a inizio 2020 con le sconfitte nei tre singolari disputati e con le ininfluenti due vittorie in doppio nell'ATP Cup, nella quale il Cile finisce all'ultimo posto del suo girone. Il 4 gennaio 2020 viene trovato positivo a un controllo antidoping e dieci giorni dopo è squalificato fino al 15 novembre 2020. Rientra nel circuito a fine novembre al Lima Challenger partendo da 0 punti nel ranking ATP e perde tutti gli incontri disputati in singolare a fine stagione. Riprende a giocare nel febbraio 2021 al Challenger Concepción, torna a vincere un incontro in singolare al primo turno e viene eliminato al secondo. Riceve una wild card per l'ATP 250 di Córdoba e si ferma al secondo turno dopo aver superato Jaume Munar. A fine aprile vince il suo primo torneo dopo 21 mesi al Challenger Salinas I e raggiunge la finale al successivo Salinas II. Continua a risalire con discreti risultati nei Challenger tra cui spiccano la finale a Lüdenscheid in agosto e altre due semifinali, e rientra nella top 200 grazie al titolo conquistato a fine ottobre al Lima Challenger II. Con la semifinale raggiunta a San Paolo del Brasile chiude la stagione in 146ª posizione.

### 2022, un titolo Challenger in doppio e un quarto di finale ATP in singolare
Dopo le sconfitte al primo turno subite in tre tornei ATP sudamericani, tra cui quello di Santiago, a marzo vince l'unico incontro disputato in singolare nella sfida di Coppa Davis contro la Slovenia superando al terzo set Blaž Rola. Ad aprile arriva il primo titolo stagionale nel torneo di doppio al Challenger 125 di Città del Messico, nel quale viene eliminato in semifinale in singolare. Nel periodo che segue disputa altre quattro semifinali Challenger in singolare e perde al tie-break del set decisivo contro Juan Pablo Varillas al terzo turno di qualificazione al Roland Garros. A Gstaad torna a disputare un quarto di finale del circuito maggiore tre anni dopo il titolo vinto a Båstad, supera le qualificazioni e i primi due turni contro Thiago Monteiro e Yannick Hanfmann e cede per 10-8 nel tie-break del set decisivo contro il nº 40 ATP Albert Ramos Viñolas. Con questi risultati risale alla 104ª posizione mondiale, la migliore da marzo 2020. Torna nel tabellone di uno Slam dopo tre anni superando le qualificazioni agli US Open, e al primo turno raccoglie otto giochi contro Matteo Berrettini. Nel finale di stagione vince un altro incontro in un torneo ATP a Seul e al secondo turno viene eliminato in tre set dal nº 2 del mondo Casper Ruud.

### 2023, due titoli ATP, Quarti di finale a Shanghai, quarto turno al Roland Garros e 19º nel ranking
Vince il suo primo incontro in carriera nel main draw degli Australian Open superando il nº 27 ATP Miomir Kecmanović ed esce di scena al secondo turno. Contribuisce alla qualificazione in Coppa Davis del Cile sconfiggendo Aleksandr Bublik nella sfida vinta 3-1 contro il Kazakistan. Torna a disputare una semifinale del circuito maggiore dopo oltre tre anni e mezzo all'ATP 500 di Rio de Janeiro, elimina tra gli altri il nº 18 del ranking Lorenzo Musetti e Sebastián Báez e cede al nº 2 del mondo Carlos Alcaraz dopo aver vinto il primo set. Rientra così nella top 100 da cui era uscito nell'agosto 2020. Conferma il momento di forma con il trionfo al successivo ATP 250 della sua Santiago, elimina al secondo turno Diego Schwartzman e sconfigge in finale Tomás Martín Etcheverry con il punteggio di 6-7, 7-6, 6-2. A fine torneo risale al 52º posto mondiale. Rientra dopo un mese di pausa e la settimana successiva viene sconfitto al terzo turno del Monte Carlo Masters da Stefanos Tsitsipas dopo aver eliminato Borna Ćorić.
A maggio vince il titolo anche all'ATP 250 di Ginevra, supera nei primi turni Lajović e J.J. Wolf che lo precedono nel ranking, nei quarti ha la meglio sul nº 4 del mondo Casper Ruud – contro il quale perde l'unico set di tutto il torneo – e dopo il successo su Alexander Zverev sconfigge Grigor Dimitrov in finale con il punteggio di 7-6, 6-1; a fine torneo migliora dopo quasi tre anni il best ranking portandosi alla 35ª posizione mondiale. Conferma il buon momento di forma al Roland Garros, dove per la prima volta si spinge fino al quarto turno in uno Slam; elimina tra gli altri la testa di serie nº 16 Tommy Paul e cede dopo tre set equilibrati a Casper Ruud, risultato con cui sale al 28º posto mondiale. Al successivo ATP 500 di Halle sconfigge il nº 5 del mondo Stefanos Tsitsipas ed esce di scena nei quarti per mano di Alexander Zverev. Raggiunge per la prima volta il terzo turno a Wimbledon e strappa un set al nº 1 del mondo Carlos Alcaraz, che vincerà il torneo; a fine torneo porta il best ranking alla 26ª posizione. Nei quarti di finale al Los Cabos Open cede nel set decisivo a Tsitsipas.
Anche agli US Open accede per la prima volta al terzo turno, raccoglie sei soli giochi contro Alex de Minaur e sale alla 22ª posizione mondiale. Nella fase a gironi delle finali di Davis vince due dei tre singolari disputati, che non sono sufficienti a evitare l'eliminazione del Cile. All'ATP 500 di Pechino sconfigge per la terza volta in carriera Tsitsipas – nº 5 del mondo – e al secondo turno salva tre match-point e si impone in tre set sull'emergente Matteo Arnaldi; esce di scena nei quarti di finale dopo tre parziali contro Alexander Zverev. Raggiunge per la prima volta i quarti di finale in un Masters 1000 a Shanghai e viene eliminato da Grigor Dimitrov; a fine torneo porta il miglior ranking al 21º posto, e scavalcando Francisco Cerúndolo diventa per la prima volta il nº 1 dei tennisti sudamericani. Chiude il 2023 al 19º posto. A fine anno fa entrare nel suo team di allenatori Juan Ignacio Chela, ex coach di Schwartzman.

### 2024, finale al Masters di Roma, un'altra finale ATP e 16º nel ranking
Inizia la stagione vincendo entrambi i singolari alla United Cup, che non bastano a evitare l'eliminazione del Cile ma gli valgono il 18º posto nel ranking. Eliminato al primo turno agli Australian Open, nella semifinale di Buenos Aires sconfigge in due set il nº 2 del mondo Carlos Alcaraz e perde in finale contro Facundo Díaz Acosta. Esce nei quarti al Chile Open, dove era campione uscente. Torna a disputare i quarti di finale in un Masters 1000 al Miami Open con il successo sul nº 8 del mondo Casper Ruud e viene eliminato da Daniil Medvedev. Esce al primo turno nei primi tre tornei europei su terra battuta, tra cui i Masters di Monte Carlo e Madrid. Si riscatta agli Internazionali d'Italia, dove per la prima volta raggiunge la finale in un torneo Masters 1000 sconfiggendo in rimonta nei quarti il nº 8 del mondo Stefanos Tsitsipas, reduce dal trionfo a Monte Carlo, e battendo in semifinale il nº 14 del mondo Tommy Paul. Viene sconfitto da Alexander Zverev con il punteggio di 4-6, 5-7 e a fine torneo sale alla 16ª posizione mondiale.
Non si conferma al Roland Garros, dove viene eliminato al primo turno. In quel periodo soffre per un'infezione all'orecchio che gli fa perdere l'equilibrio, e dopo un mese di inattività esce al primo turno anche a Wimbledon. Recupera in tempo per fare il suo debutto olimpico ai Giochi di Parigi ed esce di nuovo al turno di esordio, così come nei due Masters 1000 nordamericani e agli US Open. Sconfitto nei quarti al Chengdu Open, al primo turno del China Open vince il primo parziale contro Jannik Sinner, che si impone al terzo set. Vince in totale due incontri negli ultimi quattro tornei stagionali e a ottobre esce dalla top 30.

### 2025, crollo nel ranking
Inizia la stagione raggiungendo i quarti di finale al Brisbane International, nei successivi tornei vince solo due dei dieci match disputati e scende nel ranking oltre la 50ª posizione. Si spinge fino ai quarti anche all'Estoril Open, a cui fa seguito la sconfitta al secondo turno al Masters 1000 romano, nel quale era vice-campione uscente, e crolla alla 150ª posizione. Eliminato al primo turno al Roland Garros, esce al secondo turno anche sull'erba del Rosmalen Open. Al turno di esordio a Wimbledon elimina il top 10 Holger Rune dopo aver perso i primi due set.

## Statistiche

### Singolare

#### Vittorie (3)
| Legenda singolare    |
| Grande Slam (0)      |
| ATP Finals (0)       |
| ATP Masters 1000 (0) |
| ATP Tour 500 (0)     |
| ATP Tour 250 (3)     |

| N. | Data           | Torneo               | Superficie  | Avversario in finale    | Punteggio           |
| 1. | 21 luglio 2019 | Swedish Open, Båstad | Terra rossa | Juan Ignacio Londero    | 7–6(7), 6–4         |
| 2. | 6 marzo 2023   | Chile Open, Santiago | Terra rossa | Tomás Martín Etcheverry | 6(5)–7, 7–6(5), 6–2 |
| 3. | 27 maggio 2023 | Geneva Open, Ginevra | Terra rossa | Grigor Dimitrov         | 7–6(1), 6–1         |

#### Finali perse (4)
| Legenda singolare    |
| Grande Slam (0)      |
| ATP Finals (0)       |
| ATP Masters 1000 (1) |
| ATP Tour 500 (0)     |
| ATP Tour 250 (3)     |

| N. | Data             | Torneo                        | Superficie      | Avversario in Finale | Punteggio        |
| 1. | 4 marzo 2018     | Brasil Open, San Paolo        | Terra rossa (i) | Fabio Fognini        | 6–1, 1–6, 4–6    |
| 2. | 25 maggio 2019   | Geneva Open, Ginevra          | Terra rossa     | Alexander Zverev     | 3–6, 6–3, 6(8)–7 |
| 3. | 18 febbraio 2024 | Argentina Open, Buenos Aires  | Terra rossa     | Facundo Díaz Acosta  | 3–6, 4–6         |
| 4. | 19 maggio 2024   | Internazionali d'Italia, Roma | Terra rossa     | Alexander Zverev     | 4–6, 5–7         |

### Doppio

#### Vittorie (2)
| Legenda doppio       |
| Grande Slam (0)      |
| ATP Finals (0)       |
| ATP Masters 1000 (0) |
| ATP Tour 500 (1)     |
| ATP Tour 250 (1)     |

| N. | Data             | Torneo                   | Superficie  | Compagno                | Avversari in Finale                   | Punteggio           |
| 1. | 10 febbraio 2018 | Ecuador Open, Quito      | Terra rossa | Hans Podlipnik–Castillo | Austin Krajicek Jackson Withrow       | 7–6(6), 6–3         |
| 2. | 24 febbraio 2019 | Rio Open, Rio de Janeiro | Terra rossa | Máximo González         | Tomaz Bellucci Rogério Dutra da Silva | 6(3)–7, 6–3, [10–7] |

### Tornei minori

#### Singolare

##### Vittorie (11)
| Legenda        |
| -------------- |
| Challenger (5) |
| Futures (6)    |

| N. | Data             | Torneo                                   | Superficie  | Avversari in finale   | Punteggio        |
| 1. | 16 luglio 2017   | Open Medellin, Medellín                  | Terra rossa | João Souza            | 6–1, 3–6, 7–6(0) |
| 2. | 3 settembre 2017 | Quito Challenger, Quito                  | Terra rossa | Gerald Melzer         | 6–3, 6–2         |
| 3. | 18 novembre 2017 | Santiago Challenger 2, Santiago del Cile | Terra rossa | Marcelo Arévalo       | 6–1, 7–5         |
| 4. | 25 aprile 2021   | Challenger Salinas, Salinas              | Cemento     | Nicolás Mejía         | 7–6(7), 6–1      |
| 5. | 31 ottobre 2021  | Lima Challenger II, Lima                 | Terra rossa | Juan Manuel Cerúndolo | 6–2, 7–5         |

##### Sconfitte (10)
| Legenda        |
| -------------- |
| Challenger (5) |
| Futures (5)    |

| N. | Data              | Torneo                                 | Superficie  | Avversari in finale    | Punteggio        |
| 1. | 21 settembre 2014 | Quito Challenger, Quito                | Terra rossa | Horacio Zeballos       | 4–6, 6(8)–7      |
| 2. | 25 febbraio 2017  | Morelos Open, Cuernavaca               | Cemento     | Aleksandr Bublik       | 6(5)–7, 4–6      |
| 3. | 11 marzo 2017     | Santiago Challenger, Santiago del Cile | Terra rossa | Rogério Dutra da Silva | 5–7, 3–6         |
| 4. | 2 maggio 2021     | Challenger Salinas, Salinas            | Cemento     | Emilio Gómez           | 6–4, 6(6)–7, 4–6 |
| 5. | 22 agosto 2021    | Sauerland Open, Lüdenscheid            | Terra rossa | Daniel Altmaier        | 6(1)–7, 6–4, 3–6 |

#### Doppio

##### Vittorie (15)
| Legenda        |
| -------------- |
| Challenger (8) |
| Futures (7)    |

| N. | Data            | Torneo                                 | Superficie  | Compagno                     | Avversario in finale                  | Punteggio           |
| 1. | 20 aprile 2014  | Santiago Challenger, Santiago del Cile | Terra rossa | Cristian Garín               | Jorge Aguilar Hans Podlipnik-Castillo | walkover            |
| 2. | 25 ottobre 2014 | Copa Cordoba, Córdoba                  | Terra rossa | Marcelo Demoliner            | Hugo Dellien Juan Ignacio Londero     | 6–3, 7–5            |
| 3. | 10 luglio 2016  | Open Cali I, Cali                      | Terra rossa | Hans Podlipnik–Castillo      | Erik Crepaldi Daniel Dutra da Silva   | 6–1, 7–6(6)         |
| 4. | 11 marzo 2017   | Santiago Challenger, Santiago del Cile | Terra rossa | Tomás Barrios                | Máximo González Andrés Molteni        | 6–4, 6–3            |
| 5. | 12 agosto 2017  | Open Floridablanca, Floridablanca      | Terra rossa | Sergio Galdós                | Sekou Bangoura Evan King              | 6–3, 5–7, [10–1]    |
| 6. | 9 ottobre 2021  | Santiago Challenger, Santiago del Cile | Terra rossa | Diego Hidalgo                | Evan King Max Schnur                  | 6–3, 5–7, [10–6]    |
| 7. | 24 ottobre 2021 | Open Bogotá, Bogotà                    | Terra rossa | Roberto Quiroz               | Nicolás Barrientos Alejandro Gómez    | 6(4)–7, 7–5, [10–4] |
| 8. | 10 aprile 2022  | Mexico City Open, Città del Messico    | Terra rossa | Matheus Pucinelli de Almeida | Jonathan Eysseric Artem Sitak         | 6–2, 6–3            |

##### Sconfitte (9)
| Legenda        |
| -------------- |
| Challenger (4) |
| Futures (5)    |

| N. | Data             | Torneo                                   | Superficie  | Compagno        | Avversario in finale                      | Punteggio        |
| 1. | 23 novembre 2014 | Uruguay Open, Montevideo                 | Terra rossa | Gonzalo Lama    | Pablo Cuevas Martín Cuevas                | 2–6, 4–6         |
| 2. | 16 luglio 2017   | Open Medellin, Medellín                  | Terra rossa | Roberto Quiroz  | Darian King Miguel Ángel Reyes Varela     | 4–6, 4–6         |
| 3. | 2 settembre 2017 | Quito Challenger, Quito                  | Terra rossa | Roberto Quiroz  | Marcelo Arévalo Miguel Ángel Reyes Varela | 6–4, 4–6, [7–10] |
| 4. | 18 novembre 2017 | Santiago Challenger 2, Santiago del Cile | Terra rossa | Máximo González | Facundo Argüello Franco Agamenone         | 4–6, 6–3, [6–10] |

## Risultati in progressione
| Sigla | Risultato               |
| ----- | ----------------------- |
| V     | Vincitore               |
| F     | Finalista               |
| SF    | Semifinalista           |
| O     | Oro olimpico            |
| A     | Argento olimpico        |
| SF    | Bronzo olimpico         |
| QF    | Quarti di Finale        |
| 4T    | Quarto turno            |
| 3T    | Terzo turno             |
| 2T    | Secondo turno           |
| 1T    | Primo turno             |
| RR    | Round Robin             |
| LQ    | Turno di qualificazione |
| A     | Assente                 |
| ND    | Non disputato           |

| Legenda superfici    |
| -------------------- |
| Cemento              |
| Terra battuta        |
| Erba                 |
| Superficie variabile |

### Singolare
| Torneo             | 2015 | 2016 | 2017 | 2018 | 2019 | 2020 | 2021 | 2022 | 2023 | 2024 | V–S   |
| ------------------ | ---- | ---- | ---- | ---- | ---- | ---- | ---- | ---- | ---- | ---- | ----- |
| Tornei Grande Slam |      |      |      |      |      |      |      |      |      |      |       |
| Australian Open    | Q1   | A    | A    | 1T   | 1T   | A    | A    | A    | 2T   | 1T   | 1–4   |
| Roland Garros      | Q1   | A    | 1T   | 1T   | 1T   | A    | A    | Q3   | 4T   | 1T   | 3–5   |
| Wimbledon          | Q1   | A    | 1T   | 2T   | 1T   | ND   | A    | A    | 3T   | 1T   | 3–5   |
| US Open            | Q1   | A    | Q2   | 2T   | 1T   | A    | A    | 1T   | 3T   | 1T   | 3–5   |
| Vittorie–Sconfitte | 0–0  | 0–0  | 0–2  | 2–4  | 0–4  | 0–0  | 0–0  | 0–1  | 8–4  | 0–4  | 10–19 |

### Doppio
| Torneo             | 2015 | 2016 | 2017 | 2018 | 2019 | 2020 | 2021 | 2022 | 2023 | 2024 | V–S  |
| ------------------ | ---- | ---- | ---- | ---- | ---- | ---- | ---- | ---- | ---- | ---- | ---- |
| Tornei Grande Slam |      |      |      |      |      |      |      |      |      |      |      |
| Australian Open    | A    | A    | A    | A    | 3T   | A    | A    | A    | A    | A    | 2–1  |
| Roland Garros      | A    | A    | A    | QF   | A    | A    | A    | A    | 2T   | A    | 4–2  |
| Wimbledon          | A    | A    | A    | 3T   | 1T   | ND   | A    | A    | A    | A    | 2–2  |
| US Open            | A    | A    | A    | QF   | 1T   | A    | A    | A    | A    | 1T   | 3–3  |
| Vittorie–sconfitte | 0–0  | 0–0  | 0–0  | 8–3  | 2–3  | 0–0  | 0–0  | 0–0  | 1–1  | 0–1  | 11–8 |

### Vittorie contro giocatori top–10
| Anno     | 2018 | 2019 | 2020 | 2021 | 2022 | 2023 | 2024 | 2025 | Totale |
| -------- | ---- | ---- | ---- | ---- | ---- | ---- | ---- | ---- | ------ |
| Vittorie | 2    | 2    | 0    | 0    | 0    | 3    | 3    | 1    | 11     |

| #    | Giocatore              | Rank | Evento                          | Superficie  | Turno | Punteggio               |
| ---- | ---------------------- | ---- | ------------------------------- | ----------- | ----- | ----------------------- |
| 2018 |                        |      |                                 |             |       |                         |
| 1.   | Dominic Thiem          | 8    | German Open, Amburgo            | Terra rossa | QF    | 7–6(5), 7–6(7)          |
| 2.   | Marin Čilić            | 6    | Shanghai Masters, Shanghai      | Cemento (i) | 2T    | 2–6 7–6(6), 7–5         |
| 2019 |                        |      |                                 |             |       |                         |
| 3.   | Alexander Zverev       | 3    | Barcelona Open, Barcellona      | Terra rossa | 2T    | 3–6, 7–5, 7–6(5)        |
| 4.   | Stefanos Tsitsipas     | 6    | Rosmalen Open, 's–Hertogenbosch | Erba        | 2T    | 6–4, 3–6, 6–4           |
| 2023 |                        |      |                                 |             |       |                         |
| 5.   | Casper Ruud            | 4    | Geneva Open, Ginevra            | Terra rossa | QF    | 3–6, 7–6(2), 7–5        |
| 6.   | Stefanos Tsitsipas (2) | 5    | Halle Open, Halle               | Erba        | 2T    | 7–6(7), 7–5             |
| 7.   | Stefanos Tsitsipas (3) | 5    | China Open, Pechino             | Cemento     | 1T    | 6–4, 6–4                |
| 2024 |                        |      |                                 |             |       |                         |
| 8.   | Carlos Alcaraz         | 2    | Argentina Open, Buenos Aires    | Terra rossa | SF    | 7–6(2), 6–3             |
| 9.   | Casper Ruud            | 8    | Miami Open, Miami               | Cemento     | 4T    | 7–6(3), 6–3             |
| 10.  | Stefanos Tsitsipas (4) | 8    | Internazionali d'Italia, Roma   | Terra rossa | QF    | 3–6, 7–5, 6–4           |
| 2025 |                        |      |                                 |             |       |                         |
| 11.  | Holger Rune            | 8    | Torneo di Wimbledon, Londra     | Erba        | 1T    | 4–6, 4–6, 7–5, 6–3, 6–4 |